# Missouri State University

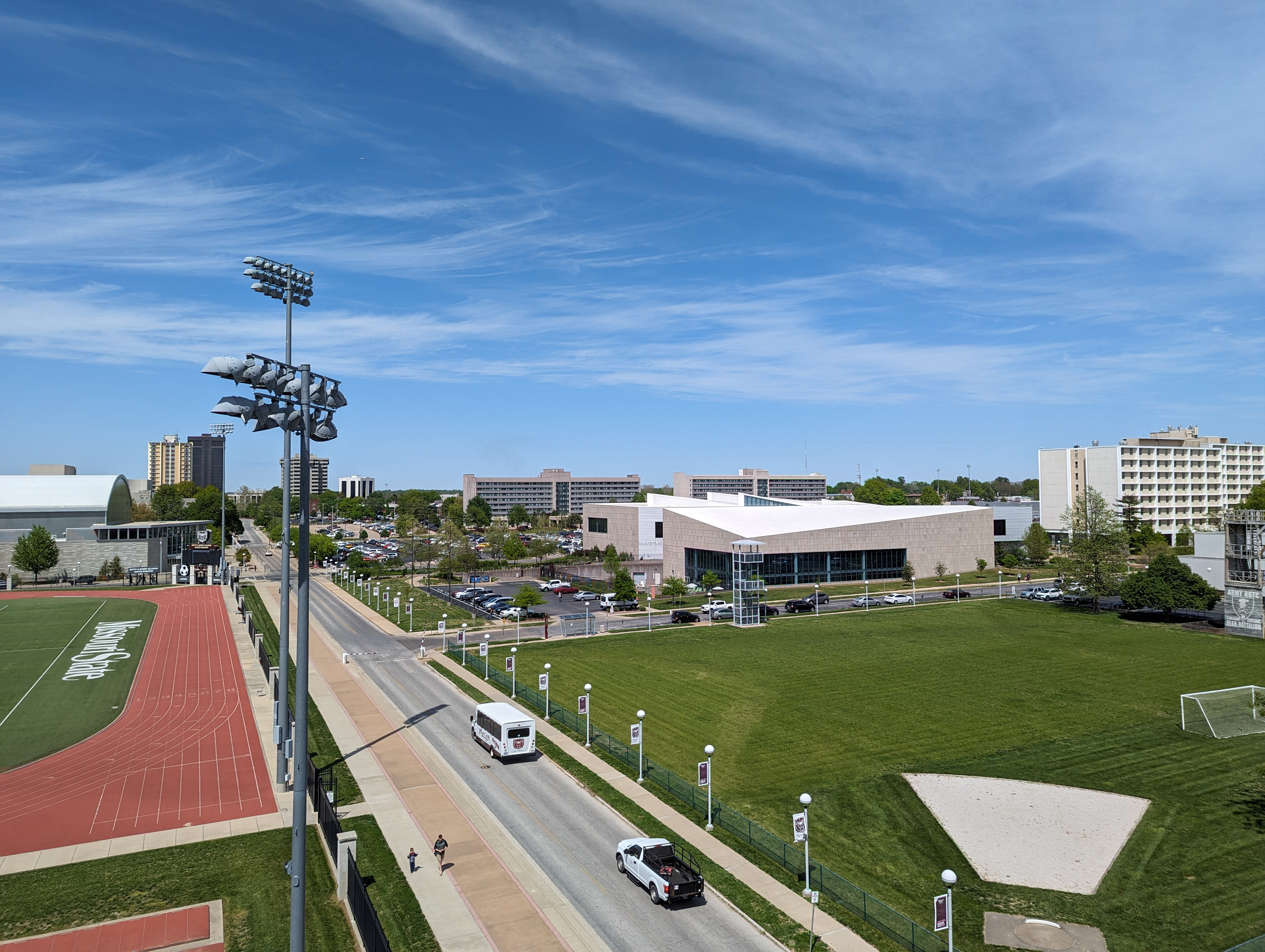
Die Missouri State University im April 2024

Die Missouri State University ist eine staatliche Universität in Springfield im US-Bundesstaat Missouri. Mit 20.606 Studenten ist sie die zweitgrößte Hochschule in Missouri. Neben dem Hauptcampus in Springfield gibt es einen Standort in West Plains und einen Forschungscampus in Mountain Grove sowie diverse Programme in China.

## Geschichte
Die Missouri State University wurde 1905 gegründet und war noch bis 2005 unter dem Namen Southwest Missouri State University bekannt.

## Fakultäten
- Arts and Letters
- Geisteswissenschaften und öffentliche Angelegenheiten
- Gesundheit und Human Services
- Natur- und angewandte Wissenschaften
- Pädagogik
- Weiterbildung
- Wirtschaftswissenschaften
- Graduate School

## Sport
Die Sportteams der Hochschule sind als die Missouri State Bears (Männer), Lady Bears (die meisten Frauenmannschaften) und Beach Bears (Frauen-Beachvolleyball) bekannt und nehmen an der Conference USA (CUSA) teil. Die Herrenfußballmannschaft spielt in der American Athletic Conference, da CUSA diesen Sport nur für Frauen sponsert.

## Persönlichkeiten
- John Goodman (* 1952) – Schauspieler
- Bob Holden (* 1949) – ehemaliger Gouverneur von Missouri
- Kathleen Turner (* 1954) – Schauspielerin
- Kyle Weems (* 1989) – Basketballspieler